# Vormärz

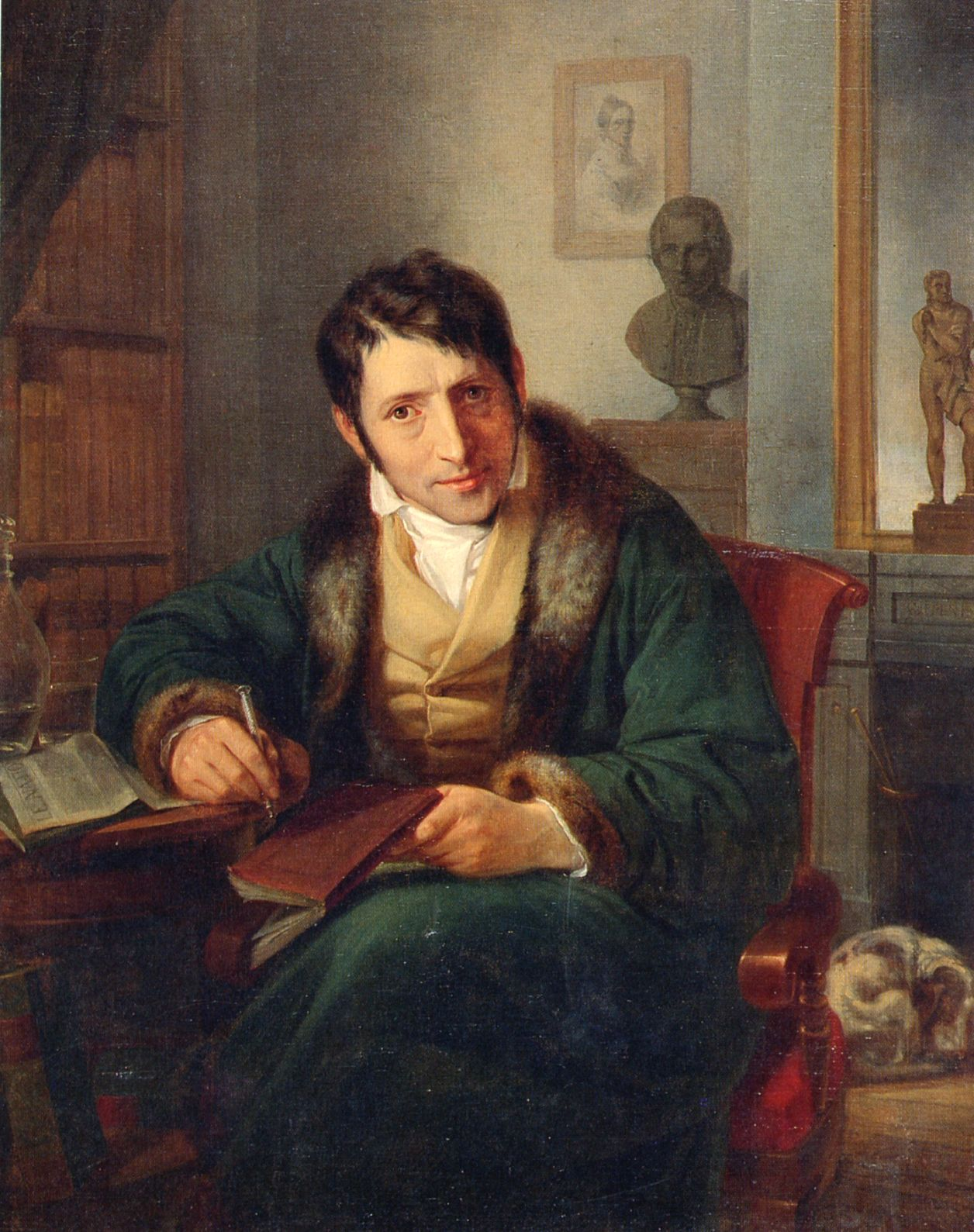
Ludwig Börne was een literatuur- en toneelcriticus. Hij was een gedoopte Jood en leefde van 1786-1837. Hij wordt gezien als een grondlegger van het politieke publicisme in Duitsland.

Vormärz (vóór maart) is de naam van een periode in de Duitse geschiedenis. De naam komt van de zogeheten Maartrevolutie van 1848, waarbij het gaat om de periode die voorafgaat aan deze maand maart. Volgens sommige historici begint het in 1815 met de overwinning op Napoleon en de oprichting van de Duitse Bond, voor anderen begint het rond 1830 door de Julirevolutie, volgens weer anderen pas rond 1841 door de Rheinkrise. De periode 1815-1830 wordt meestal Restaurationszeit (restauratietijd) genoemd, doelend op het (daadwerkelijke of vermeende) herstel van de politieke en sociale wereld van voor de Franse Revolutie.

## Politieke situatie voor 1848
Tijdens de Vormärz werd de liberale, nationale en linkse oppositie in de Duitse staten onderdrukt. Wel bestonden in veel staten al parlementen waarin conservatieve en liberale politici tegenover elkaar stonden. Voor de oppositie was de nationale eenheid van Duitsland een secundair onderwerp, na vrijheid en volksvertegenwoordiging. 
Nieuwe uitvindingen zoals de telegrafie en de spoorwegen hielpen bij de eenwording, maar pas na de eigenlijke Vormärz. Deze periode eindigde met de revolutionaire periode van 1848 tot 1851, met een daarop volgende Reaktionsära. Het erfgoed van de Vormärz werd deels door de linksliberalen, deels door de arbeidersbeweging oftewel de sociaaldemocratie overgenomen (na 1860). Een grote interesse in de Vormärz ontstond rondom het jaar 1970 toen linkse 68er de periode bestudeerden en haar liederen opnieuw vertolkten.

## Situatie in de Duitse Bond

De staten van de Duitse Bond, 1815-1848, 1851-1866

Het beeld van de Vormärz is gebaseerd op de situatie in de Duitse Bond vanaf 1815. De bond was een statenbond van de Duitse staten en diende onder meer om opstanden te onderdrukken. De bondsdag, het enige orgaan van de bond, besloot federale wetten uit te vaardigen tegen liberale, democratische, republikeinse en socialistische bewegingen.
De bond liet wel bestaande grondwetten en parlementen in de afzonderlijke staten toe en beschermde deze. Een van de federale grondwetten schreef zelfs de introductie van landständische Verfassungen voor, al was het onduidelijk wat dit soort van grondwet precies moest betekenen. De macht van de bond was echter beperkt: in werkelijkheid kon hij zich niet doorzetten tegen de twee grootste staten Oostenrijk en Pruisen. Sterk was de bond wanneer deze beide staten met elkaar samenwerkten.

## Oppositie

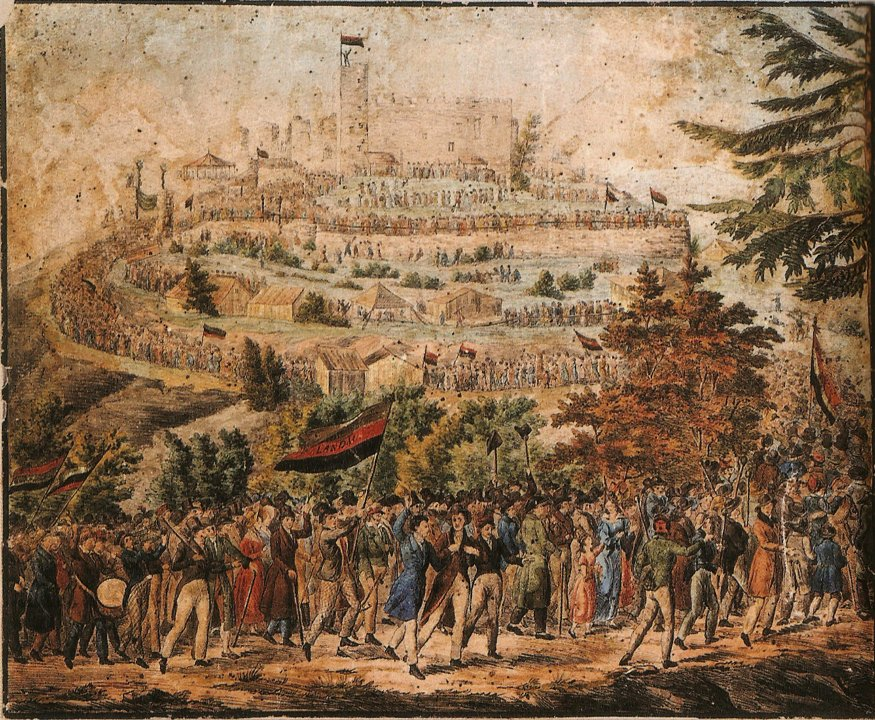
Lithografie over de trek naar het Hambacher Schloss in mei 1832.

Als typerend voor de Vormärz wordt de oppositie tegen de bond en tegen de conservatieve staten gezien. Een liberaal hoogtepunt in die tijd was een demonstratie voor vrijheid en eenheid, het Hambacher Fest van 1832. In 1833 vond in Frankfurt een opstand plaats die moest leiden tot een algemene revolutie in Duitsland, maar door federale troepen neergeslagen werd.
Omdat de Duitse Bond politieke partijen had verboden organiseerde de oppositie zich via 'onpolitieke' verenigingen: zangverenigingen, de turners, clubs met geschiedenis, cultuur of taal als onderwerp. Een grote rol speelden ook de literaire salons in de intellectuele kringen.
Een belangrijke bron voor het liberale denken in de Vormärz is het Staatslexikon van Rotteck en Welcker (vanaf 1834). Een groot aantal prominente staatswetenschappers, juristen en historici uit de Vormärz was in 1848 en 1849 lid van de Nationale Vergadering te Frankfurt. De succesvolle verkiezing van de Nationale Vergadering en het spoedige ontstaan van partijen in 1848 was überhaupt alleen mogelijk dankzij de verbindingen en ideologische voorbereidingen tijdens de Vormärz.

## Literaire periode
Ook de literatuurwetenschap kent de Vormärz als periode. De schrijvers van de Vormärz behoorden vaak tot de politieke oppositie of sympathiseerden ermee. Ze stonden dus aan de linkerzijde, maar hun romans en toneelstukken stegen vaak boven het politieke uit. Hun onderwerp was niet alleen de arme bevolking en de revolutie, maar ook het individu als slachtoffer van de maatschappij en een als repressief beschouwde overheid.
Vooral de meer politieke schrijvers worden samengebracht onder de gemeenschappelijke noemer Junges Deutschland, vergelijkbaar met politiek-literaire bewegingen in andere landen. Hun publicaties werden in 1835 door de Bondsdag verboden.
Bekende schrijvers uit de Vormärz waren onder meer:
- Ferdinand Freiligrath en Georg Herwegh, dichters van de beginnende socialistische en democratische beweging,
- Georg Büchner, de vroeg overleden schrijver van politieke toneelstukken zoals Woyzeck,
- Heinrich Heine ,bekend onder meer door Deutschland. Ein Wintermärchen en het lied over de Loreley, die in zijn epische gedichten en romans politieke en romantiek wist te verbinden,
- August Heinrich Hoffmann von Fallersleben, dichter van de zogeheten Unpolitische Lieder, die in waarheid zeer politiek waren, ook de dichter van Das Lied der Deutschen, sinds 1922 het Duitse volkslied.

Een ander begrip voor de tijd van 1815 of 1830 tot 1850, dat eerder bij de kunstgeschiedenis thuishoort, is Biedermeier. Dit wordt vooral gebruikt voor de minder open politieke of onpolitieke schrijvers. Het staat voor de burger die met politiek niets te maken wil hebben en zijn geluk thuis in de kring van zijn familie zoekt. De Vormärzliteratur werd opgevolgd door het  burgerlijke realisme (Bürgerlicher Realismus) (ca. 1850 tot het einde van de eeuw).